# 沧浪铺组
沧浪铺组是分布于滇东地区的岩石地层单位，系1937年由丁文江、王曰伦命名，层型剖面位于马龙沧浪铺（昌隆铺）至黄土坡之间，在云南华坪称华容组。该组上段和下段目前分别被拆分为乌龙箐组（镇雄称金顶山组,一称盒顶山组）和红井哨组（镇雄称明心寺组）。